# Wereldkampioenschappen schaatsen afstanden 2021 - Massastart vrouwen
De massastart vrouwen op de wereldkampioenschappen schaatsen afstanden 2021 werd gereden op zaterdag 13 februari 2021 in het ijsstadion Thialf in Heerenveen, Nederland.
Titelverdediger was Ivanie Blondin die in de eindsprint geklopt werd door Marijke Groenewoud. Irene Schouten was derde in de sprint en won brons.

## Uitslag
| #      | Schaatser              | Land                  | Ronden | Spr. 1 | Spr. 2 | Spr. 3 | Eindsprint | Punten | Tijd     |
| ------ | ---------------------- | --------------------- | ------ | ------ | ------ | ------ | ---------- | ------ | -------- |
| Goud   | Marijke Groenewoud     | Nederland             | 16     |        |        |        | 60         | 60     | 8.43,15  |
| Zilver | Ivanie Blondin         | Canada                | 16     |        |        | 2      | 40         | 42     | 8.43,26  |
| Brons  | Irene Schouten         | Nederland             | 16     |        |        |        | 20         | 20     | 8.43,56  |
| 4      | Francesca Lollobrigida | Italië                | 16     | 3      |        | 1      | 10         | 14     | 8.43,86  |
| 5      | Linda Rossi            | Italië                | 16     | 2      |        |        | 6          | 8      | 8.45,10  |
| 6      | Karolina Bosiek        | Polen                 | 16     |        |        |        | 3          | 3      | 8.45,28  |
| 7      | Marina Zoejeva         | Wit-Rusland           | 16     |        | 3      |        |            | 3      | 8.47,42  |
| 8      | Valérie Maltais        | Canada                | 16     |        |        |        | 3          | 3      | 10.14,25 |
| 9      | Gemma Cooper           | Verenigd Koninkrijk   | 16     |        | 2      |        |            | 2      | 8.50,82  |
| 10     | Claudia Pechstein      | Duitsland             | 16     | 1      |        |        |            | 1      | 8.47,20  |
| 11     | Tatjana Michajlova     | Wit-Rusland           | 16     |        | 1      |        |            | 1      | 9.04,96  |
| 12     | Vera Güntert           | Zwitserland           | 16     |        |        |        |            | 0      | 8.45,76  |
| 13     | Nadja Wenger           | Zwitserland           | 16     |        |        |        |            | 0      | 8.49,75  |
| 14     | Mareike Thum           | Duitsland             | 16     |        |        |        |            | 0      | 8.50,60  |
| 15     | Jelizaveta Goloebeva   | Russian Skating Union | 11     |        |        |        |            | 0      | 7.40,77  |
| 16     | Jelena Jeranina        | Russian Skating Union | 11     |        |        |        |            | 0      | 7.41,30  |

2015 · 
2016 · 
2017 · 
2019 · 
2020 · 
2021 · 
2023 · 
2024 · 
2025